# Championnat de France féminin de volley-ball 1984-1985
Navigation
Saison précédente Saison suivante
| \| Paris: · CASG Paris · Paris UC · Stade français · Espoirs de France · Racing club de France Clamart Champigny-sur-Marne Lyon Montpellier Paris Saint-Maur-des-Fossés Saint-André-lez-Lille Nantes \| Localisation des clubs engagés dans le championnat. |
| Paris: · CASG Paris · Paris UC · Stade français · Espoirs de France · Racing club de France Clamart Champigny-sur-Marne Lyon Montpellier Paris Saint-Maur-des-Fossés Saint-André-lez-Lille Nantes                                                           |

Le Championnat de France de volley-ball féminin, Nationale 1 1984-1985, a opposé les douze meilleures équipes françaises de volley-ball.

## Listes des équipes en compétition
| Club sportif municipal de Clamart                |
| Red Star Club de Champigny volley-ball           |
| Espoirs de France                                |
| PSD Lyon Volley-Ball                             |
| ASPTT Montpellier                                |
| Association sportive Saint-Joseph Nantes         |
| Club athlétique des sports généraux Paris        |
| Paris Université Club                            |
| Racing club de France                            |
| Union sportive volley-ball Saint-André-lez-Lille |
| VGA Saint-Maur                                   |
| Stade français                                   |

## Formule des compétitions
- Le championnat de France 1984-1985 a donc été divisé en trois parties :

1. Douze clubs ont été divisés en trois poules de quatre. Après un championnat aller et retour, les deux premiers de chaque groupe composent la Nationale 1A, les six autres forment la Nationale 1B.
2. Championnat normal à six clubs d'une Nationale 1A et d'une Nationale 1B
3. Les quatre premiers de la Nationale 1A jouent une poule finale (dit tournois des As) pour décerner le titre de champion de France.

## Saison régulière

### Première phase
| Poule A                                               | Poule B                                                       | Poule C                                                         |
| ----------------------------------------------------- | ------------------------------------------------------------- | --------------------------------------------------------------- |
| CSM Clamart Stade français ASPTT Montpellier PSD Lyon | CASG Paris RSC Champigny US Saint-André-lez-Lille ASSJ Nantes | Espoirs de France Paris UC VGA Saint-Maur Racing club de France |

### Deuxième phase

#### Nationale 1A
| # | Équipe                |
| 1 | Clamart (T)           |
| 2 | CASG Paris            |
| 3 | Saint-Maur-des-Fossés |
| 4 | Stade français        |
| 5 | Saint-André-lez-Lille |
| 6 | Paris UC              |

### Troisième phase

#### Tournois des As
| # | Équipe                |
| 1 | Clamart (T)           |
| 2 | CASG Paris            |
| 3 | Saint-Maur-des-Fossés |
| 4 | Stade français        |

## Bilan de la saison
| Tableau d'Honneur |           |
| Compétition       | Vainqueur |
| Nationale 1       | Clamart   |

| Qualifications européennes 1985-1986 |                               |
| Compétition                          | Qualifiés                     |
| Coupe d'Europe des Clubs Champions   | Clamart                       |
| Coupe des vainqueurs de Coupes       | CASG Paris                    |
| Coupe de la CEV                      | VGA Saint-Maur Stade français |

| Promotions et relégations |
| Relégués en Nationale 2   |
| Promu de Nationale 2      |